# استیو برنان (بازیکن فوتبال، زاده ۱۹۵۸)
استیو برنان (انگلیسی: Steve Brennan; ۳ سپتامبر ۱۹۵۸ – ۱۳ اوت ۲۰۱۵) بازیکن فوتبال اهل بریتانیا بود.
از باشگاه‌هایی که در آن بازی کرده‌است می‌توان به باشگاه فوتبال لیترهید، باشگاه فوتبال کریستال پالاس، و باشگاه فوتبال پلیموث آرگیل اشاره کرد.